# Huragan Alex
Huragan Alex – tropikalny huragan 2 kategorii, który nawiedził Amerykę Środkową w dniach 25 czerwca – 2 lipca 2010. Huragan nawiedził obszar państw wyspiarskich Ameryki Północnej, Meksyk oraz Stany Zjednoczone.
Huragan powstał nad oceanem Atlantyckim, przemieszczając się na zachód. 25 czerwca uderzył we wschodnie wybrzeże Ameryki Północnej. Przemieszczając się huragan nawiedził obszar kilku państw wyspiarskich oraz terytorium Meksyku i Stanów Zjednoczonych. Intensywnym opadom deszczu towarzyszył silny wiatr, który łamał drzewa oraz niszczył zabudowania. W wyniku żywiołu zginęło 33 osoby, 18 osób zostało rannych, a 22 uznano za zaginione. Straty materialne szacowane są na około 1,29 miliardów dolarów.